# ووینیکووو
ووینیکووو (به بلغاری: Voynikovo) یک منطقهٔ مسکونی در بلغارستان است که در شهرستان ترول واقع شده‌است.